# Sint-Jozefskerk (Mechelen)

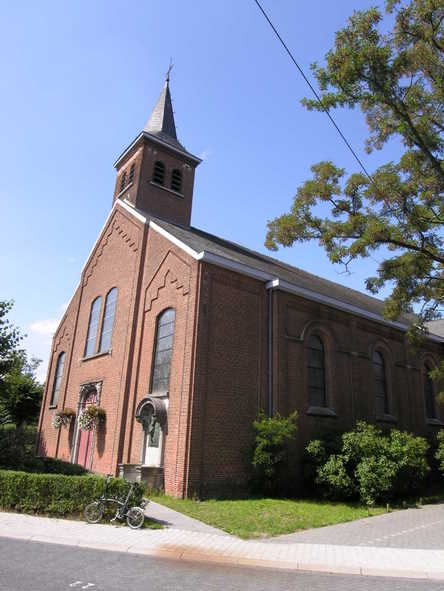
Wolverbosstraat

De Sint-Jozefskerk is de parochiekerk van de tot de Belgische stad Mechelen behorende plaats Battel, gelegen aan de Wolverbosstraat 42.
Sinds 2022 is de kerk een horecazaak van Brouwerij Het Anker genaamd Batteliek.

## Geschiedenis
Vanouds stond in deze plaats de Heilig Kruiskapel aan de huidige Hogeweg. In 1580 werd deze, tijdens de godsdiensttwisten, verwoest. In 1627 kwam er, in plaats van de kapel, een kerk. Deze werd in 1798 gesloopt. In 1862-1865 werd een nieuwe kerk gebouwd in de stijl van het neoclassicisme en in 1900 werd het koor van deze kerk vergroot.

## Gebouw
Het betreft een sober, naar het noorden georiënteerd, kerkgebouw. Boven de voorgevel verheft zich een bescheiden torentje. Het is een eenbeukige kerk op vrijwel rechthoekige plattegrond. Men betreedt de kerk via een 18e-eeuws poortje met rococo-ornamenten.

## Interieur
Een kort transept is aanwezig en er is een Onze-Lieve-Vrouwekapel en een tribune voor de familie Empain. De kerk bezit 17e-eeuwse gepolychromeerde beelden van Maria en Sint-Jozef. Ook 17e-eeuws is een houten kruisbeeld. De 18e-eeuwse orgelkast is afkomstig uit de Sint-Bernardusabdij te Hemiksem. De glas-in-loodramen zijn uit het eerste kwart van de 20e eeuw.